# 2008年夏季残疾人奥林匹克运动会游泳比赛
2008年夏季残疾人奥林匹克运动会的游泳比賽由9月7日至9月15日在北京国家游泳中心舉行，比賽合共產生140枚金牌。

## 比赛分级
- 智力障碍：
  - S14级：由国际智障者体育协会认定
- 视觉障碍：
  - S11~S13：分别对应视觉障碍分级的B1~B3
- 其他类型障碍（根据泳姿及残障程度进行综合功能分级）
  - S1~S10（自由泳、仰泳、蝶泳）
  - SB1~SB9（蛙泳）
  - SM1~SM10（混合泳）

## 比賽項目
本届游泳比赛共设27个小项计140组比赛，其中男子16项81组，女子11项59组
- 男子50米自由泳（S2、S3、S4、S5、S6、S7、S8、S9、S10、S11、S12、S13）
- 男子100米自由泳（S2、S3、S4、S5、S6、S7、S8、S9、S10、S11、S12、S13）
- 男子200米自由泳（S2、S3、S4、S5）
- 男子400米自由泳（S6、S7、S8、S9、S10、S11、S12、S13）
- 男子50米仰泳（S1、S2、S3、S4、S5）
- 男子100米仰泳（S6、S7、S8、S9、S10、S11、S12、S13）
- 男子50米蛙泳（SB3）
- 男子100米蛙泳（SB4、SB5、SB6、SB7、SB8、SB9、SB11、SB12、SB13）
- 男子50米蝶泳（S5、S6、S7）
- 男子100米蝶泳（S8、S9、S10、S11、S12、S13）
- 男子150米个人混合泳（SM4）
- 男子200米个人混合泳（SM5、SM6、SM7、SM8、SM9、SM10、SM12、SM13）
- 男子4X50米自由泳接力（运动员合计残障分数不得超过20分）
- 男子4X50米混合泳接力（运动员合计残障分数不得超过20分）
- 男子4X100米自由泳接力（运动员合计残障分数不得超过34分）
- 男子4X100米混合泳接力（运动员合计残障分数不得超过34分）
- 女子50米自由泳（S3、S4、S5、S6、S7、S8、S9、S10、S11、S12、S13）
- 女子100米自由泳（S4、S5、S6、S7、S8、S9、S10、S11、S12、S13）
- 女子200米自由泳（S5）
- 女子400米自由泳（S6、S7、S8、S9、S10、S13）
- 女子50米仰泳（S2、S3、S5）
- 女子100米仰泳（S6、S7、S8、S9、S10、S13）
- 女子100米蛙泳（SB4、SB5、SB6、SB7、SB8、SB9、SB12）
- 女子50米蝶泳（S6、S7）
- 女子100米蝶泳（S8、S9、S10、S12、S13）
- 女子150米个人混合泳（SM4）
- 女子200米个人混合泳（SM6、SM7、SM8、SM9、SM10、SM12、SM13）

## 參賽資格
本届比赛共有560名运动员（男子330名，女子230名）参赛，其中每个国家协会最多可派60人（35男25女，不含外卡选手）参赛，而每个单项最多只能派3人参赛，同一运动员参赛项目不受限制。

名额分配给运动员所在协会（外卡除外）。

所有参赛运动员必须在2006年1月1日至2008年7月6日间达到最低参赛成绩标准

### 資格賽名額

#### 男子
| 資格賽                   | 出線資格                               | 总名額數量 | 备注 |
| ------------------------ | -------------------------------------- | ---------- | ---- |
| 2006年IPC世界游泳锦标赛  | 依据排名等因素                         | 120個      |      |
| 2006~2007IPC游泳世界排名 | 依据排名等因素                         | 195個      |      |
| 外卡选手                 | 由国际残奥会和国际残奥会游泳委员会发放 | 15个       |      |
| 合计                     | 合计                                   | 330个      |      |

#### 女子
| 資格賽                   | 出線資格                               | 总名額數量 | 备注 |
| ------------------------ | -------------------------------------- | ---------- | ---- |
| 2006年IPC世界游泳锦标赛  | 依据排名等因素                         | 90個       |      |
| 2006~2007IPC游泳世界排名 | 依据排名等因素                         | 125個      |      |
| 外卡选手                 | 由国际残奥会和国际残奥会游泳委员会发放 | 15个       |      |
| 合计                     | 合计                                   | 230个      |      |

### 资格获得情况
- Ref:[2]

| 国家和地区残奥会 | 男子 | 女子 | 总计 |
| ---------------- | ---- | ---- | ---- |
| 阿根廷           | 8    | 4    | 12   |
|                  | 17   | 18   | 35   |
| 奥地利           | 2    | 0    | 2    |
|                  | 1    | 0    | 1    |
| 比利时           | 2    | 0    | 2    |
| 白俄羅斯         | 5    | 1    | 6    |
| 巴西             | 19   | 5    | 24   |
| 加拿大           | 6    | 15   | 21   |
| 智利             | 0    | 1    | 1    |
| 中国             | 25   | 16   | 41   |
| 哥伦比亚         | 2    | 1    | 3    |
|                  | 2    | 2    | 4    |
| 中华台北         | 0    | 1    | 1    |
| 賽普勒斯         | 1    | 1    | 2    |
| 古巴             | 1    | 0    | 1    |
| 捷克             | 4    | 3    | 7    |
| 丹麦             | 2    | 2    | 4    |
| 西班牙           | 26   | 13   | 39   |
| 爱沙尼亚         | 2    | 0    | 2    |
| 芬兰             | 1    | 0    | 1    |
| 法國             | 5    | 7    | 12   |
| 法罗群岛         | 0    | 1    | 1    |
| 英国             | 16   | 19   | 35   |
| 德国             | 14   | 7    | 21   |
| 希腊             | 11   | 2    | 13   |
| 匈牙利           | 6    | 5    | 11   |
| 印度尼西亞       | 1    | 0    | 1    |
| 伊朗             | 4    | 2    | 6    |
| 冰島             | 1    | 1    | 2    |
| 以色列           | 5    | 3    | 8    |
| 義大利           | 6    | 4    | 10   |
| 日本             | 8    | 10   | 18   |
|                  | 1    | 0    | 1    |
|                  | 4    | 2    | 6    |
| 立陶宛           | 2    | 0    | 2    |
| 澳門             | 1    | 0    | 1    |
| 马达加斯加       | 1    | 0    | 1    |
| 马来西亚         | 2    | 0    | 2    |
| 墨西哥           | 5    | 6    | 11   |
| 模里西斯         | 1    | 0    | 1    |
| Template:MTE     | 1    | 0    | 1    |
| 緬甸             | 2    | 0    | 2    |
| 荷蘭             | 2    | 5    | 7    |
| 挪威             | 2    | 3    | 5    |
| 新西兰           | 2    | 1    | 3    |
| 巴拿马           | 0    | 1    | 1    |
| 秘魯             | 2    | 0    | 2    |
| 波蘭             | 6    | 6    | 12   |
| 葡萄牙           | 3    | 5    | 8    |
| 南非             | 4    | 6    | 10   |
| 俄羅斯           | 25   | 9    | 34   |
| 新加坡           | 0    | 2    | 2    |
| 斯洛維尼亞       | 1    | 0    | 1    |
| 瑞士             | 0    | 1    | 1    |
| 斯洛伐克         | 0    | 3    | 3    |
| 瑞典             | 2    | 2    | 4    |
| 泰國             | 8    | 0    | 8    |
| 乌克兰           | 24   | 8    | 32   |
| 美国             | 20   | 18   | 38   |
|                  | 1    | 0    | 1    |
| 委內瑞拉         | 1    | 2    | 3    |
| 越南             | 1    | 0    | 1    |
| 總計：           | 327  | 224  | 551  |

## 各國奖牌榜
| 排名   | 国家／地区      | 金牌 | 银牌 | 铜牌 | 總數 |
| ------ | --------------- | ---- | ---- | ---- | ---- |
| 1      | 美国（USA）     | 17   | 14   | 13   | 44   |
| 2      | 中国（CHN）     | 13   | 22   | 17   | 52   |
| 3      | 乌克兰（UKR）   | 13   | 10   | 20   | 43   |
| 4      | 英国（GBR）     | 11   | 12   | 18   | 41   |
| 5      | 俄罗斯（RUS）   | 11   | 9    | 7    | 27   |
| 6      | 西班牙（ESP）   | 10   | 12   | 9    | 31   |
| 7      | （AUS）         | 9    | 1    | 9    | 29   |
| 8      | 巴西（BRA）     | 8    | 7    | 4    | 19   |
| 9      | 南非（RSA）     | 8    | 0    | 1    | 9    |
| 10     | 加拿大（CAN）   | 7    | 7    | 9    | 23   |
| 11     | 墨西哥（MEX）   | 5    | 1    | 2    | 8    |
| 12     | 希腊（GRE）     | 4    | 5    | 3    | 12   |
| 13     | 新西兰（NZL）   | 4    | 2    | 0    | 6    |
| 14     | 白俄罗斯（BLR） | 3    | 2    | 1    | 6    |
| 15     | 波兰（POL）     | 2    | 5    | 3    | 10   |
| 16     | 法国（FRA）     | 2    | 4    | 0    | 6    |
| 17     | 荷兰（NED）     | 2    | 2    | 2    | 6    |
| 18     | 捷克（CZE）     | 2    | 1    | 4    | 7    |
| 19     | 瑞典（SWE）     | 2    | 0    | 1    | 3    |
| 20     | 德国（GER）     | 1    | 3    | 5    | 8    |
| 21     | 日本（JPN）     | 1    | 2    | 2    | 5    |
| 22     | 意大利（ITA）   | 1    | 2    | 0    | 3    |
| 23     | 新加坡（SIN）   | 1    | 1    | 0    | 2    |
| 24     | 匈牙利（HUN）   | 1    | 0    | 4    | 5    |
| 25     | 塞浦路斯（CYP） | 1    | 0    | 1    | 2    |
| 25     | 丹麦（DEN）     | 1    | 0    | 1    | 2    |
| 25     | 挪威（NOR）     | 1    | 0    | 1    | 2    |
| 28     | 以色列（ISR）   | 0    | 3    | 0    | 3    |
| 29     | 韩国（KOR）     | 0    | 1    | 1    | 2    |
| 30     | 爱尔兰（IRL）   | 0    | 1    | 0    | 1    |
| 31     | 阿根廷（ARG）   | 0    | 0    | 1    | 1    |
| 31     | 哥伦比亚（COL） | 0    | 0    | 1    | 1    |
| 31     | 爱沙尼亚（EST） | 0    | 0    | 1    | 1    |
| 31     | 葡萄牙（POR）   | 0    | 0    | 1    | 1    |
| 總計： | 總計：          | 141  | 139  | 142  | 422  |

## 各項成績

### 男子
| 项目                       | 金牌                                                                        | 金牌       | 银牌                                                                                        | 银牌    | 铜牌                                                                                            | 铜牌    |
| 50米自由泳S2级             | 乔治斯·卡佩拉基斯 · 希腊（GRE）                                             | 1:04.85 WR | 德米特里·科拉廖夫 · 俄罗斯（RUS）                                                           | 1:05.15 | 吉姆·安德森 · 英国（GBR）                                                                       | 1:06.09 |
| 50米自由泳S3级             | 德米特罗·维诺格拉杰齐 · 乌克兰（UKR）                                       | 42.60 WR   | 杜剑平 · 中国（CHN）                                                                        | 44.19   | 闵丙彦 · 韩国（KOR）                                                                            | 45.75   |
| 50米自由泳S4级             | 达维德·斯梅塔尼纳 · 法国（FRA）                                             | 37.89      | 里查德·奥里韦 · 西班牙（ESP）                                                               | 38.69   | 扬·波维希尔 · 捷克（CZE）                                                                       | 39.35   |
| 50米自由泳S5级             | 德米特罗·克雷扎诺夫斯基 · 乌克兰（UKR）                                     | 33.00      | 丹尼尔·迪亚斯 · 巴西（BRA）                                                                 | 33.56   | 塞瓦斯蒂安·罗德里格斯 · 西班牙（ESP）                                                           | 33.78   |
| 50米自由泳S6级             | 许庆 · 中国（CHN）                                                          | 29.78 WR   | 唐元 · 中国（CHN）                                                                          | 30.07   | 安德斯·奥尔松 · 瑞典（SWE）                                                                     | 31.07   |
| 50米自由泳S7级             | 戴维·罗伯茨 · 英国（GBR）                                                   | 27.95 PR   | 马特·沃克 · 英国（GBR）                                                                     | 28.60   | 兰茨·兰巴克 · 美国（USA）                                                                       | 28.81   |
| 50米自由泳S8级             | 王晓福 · 中国（CHN）                                                        | 26.45 WR   | 彼得·利克 · （AUS）                                                                         | 26.89   | 康斯坦丁·利先科夫 · 俄罗斯（RUS）                                                               | 27.18   |
| 50米自由泳S9级             | 马修·考德里 · （AUS）                                                       | 25.34 WR   | 郭智 · 中国（CHN）                                                                          | 25.51   | 熊小铭 · 中国（CHN）                                                                            | 25.60   |
| 50米自由泳S10级            | 安德烈·布拉西尔 · 巴西（BRA）                                               | 23.61 WR   | 费利佩·罗德里格斯 · 巴西（BRA）                                                             | 24.64   | 伯努瓦·于奥 · 加拿大（CAN）                                                                     | 24.65   |
| 50米自由泳S11级            | 恩亚梅德·恩亚梅德 · 西班牙（ESP）                                           | 25.82 WR   | 河合纯一 · 日本（JPN）                                                                      | 27.16   | 亚历山大·切库罗夫 · 俄罗斯（RUS）                                                               | 27.26   |
| 50米自由泳S12级            | 马克西姆·韦拉克萨 · 乌克兰（UKR）                                           | 23.43 WR   | 亚历山大·涅沃林·斯韦托夫 · 俄罗斯（RUS）                                                    | 24.73   | 谢尔盖·克利佩特 · 乌克兰（UKR）                                                                 | 24.98   |
| 50米自由泳S13级            | 奥列克西·费迪纳 · 乌克兰（UKR）                                             | 23.75      | 哈拉兰波斯·泰加尼季斯 · 希腊（GRE）                                                         | 24.19   | 安德烈·斯特罗金 · 俄罗斯（RUS）                                                                 | 24.55   |
| 100米自由泳S2级            | 德米特里·科拉廖夫 · 俄罗斯（RUS）                                           | 2:18.04    | 乔治斯·卡佩拉基斯 · 希腊（GRE）                                                             | 2:23.63 | 吉姆·安德森 · 英国（GBR）                                                                       | 2:24.32 |
| 100米自由泳S3级            | 杜剑平 · 中国（CHN）                                                        | 1:35.21 WR | 德米特罗·维诺格拉杰齐 · 乌克兰（UKR）                                                       | 1:35.65 | 李汉华 · 中国（CHN）                                                                            | 1:44.22 |
| 100米自由泳S4级            | 达维德·斯梅塔尼纳 · 法国（FRA）                                             | 1:24.67    | 里查德·奥里韦 · 西班牙（ESP）                                                               | 1:26.62 | 扬·波维希尔 · 捷克（CZE）                                                                       | 1:26.75 |
| 100米自由泳S5级            | 丹尼尔·迪亚斯 · 巴西（BRA）                                                 | 1:11.05 WR | 德米特罗·克雷扎诺夫斯基 · 乌克兰（UKR）                                                     | 1:12.73 | 罗伊·佩金斯 · 美国（USA）                                                                       | 1:15.31 |
| 100米自由泳S6级            | 安德斯·奥尔松 · 瑞典（SWE）                                                 | 1:05.95 WR | 唐元 · 中国（CHN）                                                                          | 1:06.42 | 杨沅润 · 中国（CHN）                                                                            | 1:08.63 |
| 100米自由泳S7级            | 戴维·罗伯茨 · 英国（GBR）                                                   | 1:00.35 PR | 兰茨·兰巴克 · 美国（USA）                                                                   | 1:02.40 | 马特·沃克 · 英国（GBR）                                                                         | 1:04.17 |
| 100米自由泳S8级            | 王晓福 · 中国（CHN）                                                        | 58.84 PR   | 康斯坦丁·利先科夫 · 俄罗斯（RUS）                                                           | 59.01   | 彼得·利克 · （AUS）                                                                             | 59.14   |
| 100米自由泳S9级            | 马修·考德里 · （AUS）                                                       | 55.30 WR   | 郭智 · 中国（CHN）                                                                          | 56.13   | 绍尔什·陶马什 · 匈牙利（HUN）                                                                   | 56.80   |
| 100米自由泳S10级           | 安德烈·布拉西尔 · 巴西（BRA）                                               | 51.38 WR   | 费利佩·罗德里格斯 · 巴西（BRA）                                                             | 54.22   | 伯努瓦·于奥 · 加拿大（CAN）                                                                     | 54.26   |
| 100米自由泳S11级           | 恩亚梅德·恩亚梅德 · 西班牙（ESP）                                           | 57.64 PR   | 杨博尊 · 中国（CHN）                                                                        | 59.25   | 格热戈日·波尔科夫斯基 · 波兰（POL）                                                             | 1:00.49 |
| 100米自由泳S12级           | 马克西姆·韦拉克萨 · 乌克兰（UKR）                                           | 51.93 WR   | 谢尔盖·克利佩特 · 乌克兰（UKR）                                                             | 53.81   | 亚历山大·涅沃林·斯韦托夫 · 俄罗斯（RUS）                                                        | 54.58   |
| 100米自由泳S13级           | 哈拉兰波斯·泰加尼季斯 · 希腊（GRE）                                         | 53.37 WR   | 奥列克西·费迪纳 · 乌克兰（UKR）                                                             | 54.11   | 丹尼洛·丘法罗夫 · 乌克兰（UKR）                                                                 | 54.26   |
| 200米自由泳S2级            | 德米特里·科拉廖夫 · 俄罗斯（RUS）                                           | 4:45.43 WR | 吉姆·安德森 · 英国（GBR）                                                                   | 5:00.03 | 乔治斯·卡佩拉基斯 · 希腊（GRE）                                                                 | 5:05.91 |
| 200米自由泳S3级            | 德米特罗·维诺格拉杰齐 · 乌克兰（UKR）                                       | 3:22.98 WR | 李汉华 · 中国（CHN）                                                                        | 3:23.40 | 杜剑平 · 中国（CHN）                                                                            | 3:27.82 |
| 200米自由泳S4级            | 里查德·奥里韦 · 西班牙（ESP）                                               | 2:55.81 WR | 达维德·斯梅塔尼纳 · 法国（FRA）                                                             | 3:04:47 | 扬·波维希尔 · 捷克（CZE）                                                                       | 3:06.74 |
| 200米自由泳S5级            | 丹尼尔·迪亚斯 · 巴西（BRA）                                                 | 2:32.32 WR | 塞瓦斯蒂安·罗德里格斯 · 西班牙（ESP）                                                       | 2:38.88 | 安东尼·斯蒂芬斯 · 英国（GBR）                                                                   | 2:44.67 |
| 400米自由泳S6级            | 安德斯·奥尔松 · 瑞典（SWE）                                                 | 4:48.31 WR | 达拉赫·麦克唐纳 · 爱尔兰（IRL）                                                             | 5:09.75 | 马特·沃伍德 · 英国（GBR）                                                                       | 5:20.45 |
| 400米自由泳S7级            | 戴维·罗伯茨 · 英国（GBR）                                                   | 4:52.35 WR | 兰茨·兰巴克 · 美国（USA）                                                                   | 4:56.46 | 杰伊·多因特 · （AUS）                                                                           | 4:59.47 |
| 400米自由泳S8级            | 萨姆·海因德 · 英国（GBR）                                                   | 4:26.25 WR | 彼得·利克 · （AUS）                                                                         | 4:31.16 | 王家超 · 中国（CHN）                                                                            | 4:39.48 |
| 400米自由泳S9级            | 赫苏斯·科利亚多 · 西班牙（ESP）                                             | 4:17.02 WR | 马修·考德里 · （AUS）                                                                       | 4:17.28 | 绍尔什·陶马什 · 匈牙利（HUN）                                                                   | 4:20.26 |
| 400米自由泳S10级           | 安德烈·布拉西尔 · 巴西（BRA）                                               | 4:05.84 PR | 罗伯特·韦尔伯恩 · 英国（GBR）                                                               | 4:07.61 | 伯努瓦·于奥 · 加拿大（CAN）                                                                     | 4:12.14 |
| 400米自由泳S11级           | 恩亞梅德·恩亞梅德 · 西班牙（ESP）                                           | 4:38.32    | 杨博尊 · 中国（CHN）                                                                        | 4:43.29 | 多諾萬·蒂爾德斯利 · 加拿大（CAN）                                                               | 4:49.45 |
| 400米自由泳S12级           | 謝爾蓋·連科 · 乌克兰（UKR）                                                 | 4:08.64 WR | 恩里克·弗洛里阿諾 · 西班牙（ESP）                                                           | 4:15.89 | 謝爾蓋·克利佩特 · 乌克兰（UKR）                                                                 | 4:19.46 |
| 400米自由泳S13级           | 查尔·鲍尔 · 南非（RSA）                                                     | 4:14.02 WR | 丹尼洛·丘法罗夫 · 乌克兰（UKR）                                                             | 4:14.84 | 哈拉兰波斯·泰加尼季斯 · 希腊（GRE）                                                             | 4:23.59 |
| 50米仰泳S1级               | 赫里斯托斯·坦帕克西斯 · 希腊（GRE）                                         | 1:23.15    | 安德烈亚斯·卡察罗斯 · 希腊（GRE）                                                           | 1:44.53 | 若昂·马丁斯 · 葡萄牙（POR）                                                                     | 1:47.76 |
| 50米仰泳S2级               | 德米特里·科拉廖夫 · 俄罗斯（RUS）                                           | 1:03.17 WR | 吉姆·安德森 · 英国（GBR）                                                                   | 1:04.33 | 乔治斯·卡佩拉基斯 · 希腊（GRE）                                                                 | 1:07.31 |
| 50米仰泳S3级               | 杜剑平 · 中国（CHN）                                                        | 44.31 WR   | 闵丙彦 · 韩国（KOR）                                                                        | 44.80   | 德米特罗·维诺格拉杰齐 · 乌克兰（UKR）                                                           | 53.37   |
| 50米仰泳S4级               | 胡安·雷耶斯 · 墨西哥（MEX）                                                 | 42.77      | 达维德·斯梅塔尼纳 · 法国（FRA）                                                             | 48.66   | 曾华斌 · 中国（CHN）                                                                            | 49.02   |
| 50米仰泳S5级               | 丹尼尔·迪亚斯 · 巴西（BRA）                                                 | 35.28      | 何军权 · 中国（CHN）                                                                        | 35.43   | 韦赖茨凯伊·若尔特 · 匈牙利（HUN）                                                               | 38.78   |
| 100米仰泳S6级              | 伊戈尔·普洛特尼科夫 · 俄罗斯（RUS）                                         | 1:14.45    | 杨沅润 · 中国（CHN）                                                                        | 1:16.35 | 唐元 · 中国（CHN）                                                                              | 1:17.05 |
| 100米仰泳S7级              | 兰茨·兰巴克 · 美国（USA）                                                   | 1:12.09 WR | 乔恩·福克斯 · 英国（GBR）                                                                   | 1:14.34 | 吉列尔莫·马罗 · 阿根廷（ARG）                                                                   | 1:15.17 |
| 100米仰泳S8级              | 康斯坦丁·利先科夫 · 俄罗斯（RUS）                                           | 1:06.33 WR | 彼得·利克 · （AUS）                                                                         | 1:07.28 | 肖恩·弗雷泽 · 英国（GBR）                                                                       | 1:11.28 |
| 100米仰泳S9级              | 马修·考德里 · （AUS）                                                       | 1:03.34 WR | 郭智 · 中国（CHN）                                                                          | 1:03.59 | 贾勒特·佩里 · 美国（USA）                                                                       | 1:03.66 |
| 100米仰泳S10级             | 贾斯廷·祖克 · 美国（USA）                                                   | 1:01.29    | 迈克尔·安德森 · （AUS）                                                                     | 1:01.47 | 卡尔多·普洛米普 · 爱沙尼亚（EST）                                                               | 1:03.37 |
| 100米仰泳S11级             | 杨博尊 · 中国（CHN）                                                        | 1:07.74 WR | 达米安·彼得拉西克 · 波兰（POL）                                                             | 1:08.81 | 维克托·斯梅尔诺夫 · 乌克兰（UKR）                                                               | 1:09.41 |
| 100米仰泳S12级             | 亚历山大·涅沃林·斯韦托夫 · 俄罗斯（RUS）                                    | 59.37 WR   | 谢尔盖·克利佩特 · 乌克兰（UKR）                                                             | 1:00.31 | 马克西姆·韦拉克萨 · 乌克兰（UKR）                                                               | 1:02.08 |
| 100米仰泳S13级             | 哈拉兰波斯·泰加尼季斯 · 希腊（GRE）                                         | 59.85 WR   | 奥列克西·费迪纳 · 乌克兰（UKR）                                                             | 1:02.93 | 德米特罗·阿列克西耶夫 · 乌克兰（UKR）                                                           | 1:03.40 |
| 50米蛙泳SB3级              | 鈴木孝幸 · 日本（JPN）                                                      | 49.06      | 比森特·希尔 · 西班牙（ESP）                                                                 | 49.91   | 基爾斯藤·布魯恩 · 西班牙（ESP）                                                                 | 52.83   |
| 100米蛙泳SB4级             | 里卡多·滕 · 西班牙（ESP）                                                   | 1:36.61 WR | 丹尼尔·迪亚斯 · 巴西（BRA）                                                                 | 1:40.39 | 莫伊塞斯·富恩特斯 · 哥伦比亚（COL）                                                             | 1:42.04 |
| 100米蛙泳SB5级             | 佩德罗·兰赫尔科 · 墨西哥（MEX）                                             | 1:34.69    | 托马斯·格林 · 德国（GER）                                                                   | 1:35.41 | 泰格·斯莱特里 · 南非（RSA）                                                                     | 1:36:11 |
| 100米蛙泳SB6级             | 阿列克谢·福缅科夫 · 俄罗斯（RUS）                                           | 1:27.22 PR | 加雷思·杜克 · 英国（GBR）                                                                   | 1:28.20 | 马特·沃伍德 · 英国（GBR）                                                                       | 1:29.96 |
| 100米蛙泳SB7级             | 萨斯查·金德里德 · 英国（GBR）                                               | 1:22.18 WR | 布莱克·科克伦 · （AUS）                                                                     | 1:23.36 | 鲁迪·加西亚·托尔森 · 美国（USA）                                                                | 1:24.01 |
| 100米蛙泳SB8级             | 安德里·卡利纳 · 乌克兰（UKR）                                               | 1:07.01 WR | 王晓福 · 中国（CHN）                                                                        | 1:12.39 | 亚历杭德罗·桑切斯 · 西班牙（ESP）                                                               | 1:13.44 |
| 100米蛙泳SB9级             | 凯文·保罗 · 南非（RSA）                                                     | 1:08.58 WR | 林福荣 · 中国（CHN）                                                                        | 1:09.58 | 丹尼斯·多罗加耶夫 · 俄罗斯（RUS）                                                               | 1:10.16 |
| 100米蛙泳SB11级            | 亚历山大·马先科 · 乌克兰（UKR）                                             | 1:12.36    | 杨博尊 · 中国（CHN）                                                                        | 1:12.86 | 维克托·斯梅尔诺夫 · 乌克兰（UKR）                                                               | 1:14.70 |
| 100米蛙泳SB12级            | 马克西姆·韦拉克萨 · 乌克兰（UKR）                                           | 1:07.46 WR | 谢尔盖·蓬科 · 白俄罗斯（BLR）                                                               | 1:09.71 | 谢尔盖·克利佩特 · 乌克兰（UKR）                                                                 | 1:09.83 |
| 100米蛙泳SB13级            | 奥列克西·费迪纳 · 乌克兰（UKR）                                             | 1:04.63 WR | 丹尼尔·夏普 · 新西兰（NZL）                                                                 | 1:08.73 | 弗拉基米尔·伊佐托夫 · 白俄罗斯（BLR）                                                           | 1:08.90 |
| 50米蝶泳S5级               | 罗伊·佩金斯 · 美国（USA）                                                   | 35.95 WR   | 丹尼尔·迪亚斯 · 巴西（BRA）                                                                 | 36.25   | 何军权 · 中国（CHN）                                                                            | 37.07   |
| 50米蝶泳S6级               | 许庆 · 中国（CHN）                                                          | 30.79 WR   | 小山恭辅 · 日本（JPN）                                                                      | 31.01   | 萨斯查·金德里德 · 英国（GBR）                                                                   | 32.49   |
| 50米蝶泳S7级               | 田荣 · 中国（CHN）                                                          | 30.37 WR   | 马特·沃克 · 英国（GBR）                                                                     | 32.24   | 裴莽 · 中国（CHN）                                                                              | 32.47   |
| 100米蝶泳S8级              | 彼得·利克 · （AUS）                                                         | 1:00.95 WR | 魏燕鹏 · 中国（CHN）                                                                        | 1:01.49 | 王晓福 · 中国（CHN）                                                                            | 1:01.68 |
| 100米蝶泳S9级              | 绍尔什·陶马什 · 匈牙利（HUN）                                               | 59.34 WR   | 马修·考德里 · （AUS）                                                                       | 59.46   | 郭智 · 中国（CHN）                                                                              | 1:00.11 |
| 100米蝶泳S10级             | 安德烈·布拉西尔 · 巴西（BRA）                                               | 56.47 WR   | 戴维·胡利安·莱维克 · 西班牙（ESP）                                                          | 58.53   | 米凯·范德桑登 · 荷兰（NED）                                                                     | 59.39   |
| 100米蝶泳S11级             | 恩亚梅德·恩亚梅德 · 西班牙（ESP）                                           | 1:01.12 WR | 亚历山大·马先科 · 乌克兰（UKR）                                                             | 1:04.08 | 河合纯一 · 日本（JPN） · 维克托·斯梅尔诺夫 · 乌克兰（UKR）                                      | 1:05.79 |
| 100米蝶泳S12级             | 拉曼·马卡罗夫 · 白俄罗斯（BLR）                                             | 56.90 WR   | 谢尔盖·蓬科 · 白俄罗斯（BLR）                                                               | 59.72   | 安东·斯特拉布罗夫斯基 · 乌克兰（UKR）                                                           | 1:00.50 |
| 100米蝶泳S13级             | 德米特里·萨列伊 · 白俄罗斯（BLR）                                           | 58.89 WR   | 哈拉兰波斯·泰加尼季斯 · 希腊（GRE）                                                         | 59.24   | 安德烈·斯特罗金 · 俄罗斯（RUS）                                                                 | 1:00.83 |
| 150米個人混合泳SM4级       | 卡梅伦·莱斯利 · 新西兰（NZL）                                               | 2:33.57 WR | 比森特·哈维尔·托雷斯 · 西班牙（ESP）                                                        | 2:40.91 | 铃木孝幸 · 日本（JPN）                                                                          | 2:41.11 |
| 200米個人混合泳SM5级       | 丹尼爾·迪亞斯 · 巴西（BRA）                                                 | 2:52.60 WR | 何軍權 · 中国（CHN）                                                                        | 3:00.92 | 巴勃羅·西馬德維拉 · 西班牙（ESP）                                                               | 3:01.58 |
| 200米個人混合泳SM6级       | 萨斯查·金德里德 · 英国（GBR）                                               | 2:42.19 WR | 杨沅润 · 中国（CHN）                                                                        | 2:43.85 | 许庆 · 中国（CHN）                                                                              | 2:48.45 |
| 200米個人混合泳SM7级       | 鲁迪·加西亚·托尔森 · 美国（USA）                                            | 2:35.92 WR | 田荣 · 中国（CHN）                                                                          | 2:46.20 | 马特·沃克 · 英国（GBR）                                                                         | 2:50.10 |
| 200米個人混合泳SM8级       | 彼德·利克 · （AUS）                                                         | 2:20.92 WR | 王家超 · 中国（CHN）                                                                        | 2:29.71 | 薩姆·海因德 · 英国（GBR）                                                                       | 2:29.93 |
| 200米個人混合泳SM9级       | 馬修·考德里 · （AUS）                                                       | 2:13.60 WR | 安德里·卡利纳 · 乌克兰（UKR）                                                               | 2:17.21 | 希瑟·弗雷德里克森 · 美国（USA）                                                                 | 2:20.21 |
| 200米個人混合泳SM10级      | 里克·彭德爾頓 · （AUS）                                                     | 2:12.27 WR | 安德烈·布拉西爾 · 巴西（BRA）                                                               | 2:14.20 | 伯努瓦·于奧 · 加拿大（CAN）                                                                     | 2:15.22 |
| 200米個人混合泳SM12级      | 马克西姆·韦拉克萨 · 乌克兰（UKR）                                           | 2:12.71 WR | 亚历山大·涅沃林·斯韦托夫 · 俄罗斯（RUS）                                                    | 2:13.86 | 谢尔盖·克利佩特 · 乌克兰（UKR）                                                                 | 2:14.05 |
| 200米個人混合泳SM13级      | 奥列克西·费迪纳 · 乌克兰（UKR）                                             | 2:13.84 WR | 哈拉兰波斯·泰加尼季斯 · 希腊（GRE）                                                         | 2:16.95 | 德米特罗·阿列克西耶夫 · 乌克兰（UKR）                                                           | 2:17.13 |
| 4X50米自由泳接力（≦20分）  | 中国（CHN） · 杜劍平 · 唐元 · 何軍權 · 楊沅潤                               | 2:18.15 WR | 西班牙（ESP） · 理查德·奧里韋 · 丹尼尔·比达尔 · 霍爾迪·戈迪略 · 马修·考德里                 | 2:18.73 | 巴西（BRA） · 克洛多瓦爾多·席爾瓦 · 若翁·塞奧 · 丹尼爾·迪亞斯 · 阿德里亞諾·利馬                 | 2:30.17 |
| 4X50米混合泳接力（≦20分）  | 中国（CHN） · 杜剑平 · 唐元 · 许庆 · 杨沅润                                 | 2:33.15 WR | 巴西（BRA） · 丹尼尔·迪亚斯 · 伊瓦尼尔多·瓦斯康塞洛斯 · 路易斯·席尔瓦 · 克洛多瓦尔多·席尔瓦 | 2:39.31 | 西班牙（ESP） · 巴勃罗·西马德维拉 · 比森特·希尔 · 丹尼尔·比达尔 · 塞瓦斯蒂安·罗德里格斯         | 2:40.38 |
| 4X100米自由泳接力（≦34分） | 英国（GBR） · 马特·沃克 · 格雷厄姆·埃德蒙兹 · 戴维·罗伯茨 · 罗伯特·韦尔伯恩 | 3:51.43 WR | （AUS） · 本·奥斯汀 · 彼得·利克 · 萨姆·布拉马姆 · 马修·考德里                               | 3:53.59 | 中国（CHN） · 熊小铭 · 魏燕鹏 · 王晓福 · 郭智                                                   | 3:53.92 |
| 4X100米混合泳接力（≦34分） | （AUS） · 马修·考德里 · 里克·彭德尔顿 · 彼得·利克 · 本·奥斯汀               | 4:11.90 WR | 中国（CHN） · 郭智 · 林福荣 · 魏燕鹏 · 王晓福                                               | 4:12.67 | 乌克兰（UKR） · 叶夫根·波尔塔夫斯基 · 安德里·卡利纳 · 安德里·西罗瓦琴科 · 塔拉斯·亚斯特列姆西基 | 4:19.89 |

### 女子
| 项目                  | 金牌                                                    | 金牌           | 银牌                                     | 银牌           | 铜牌                                                      | 铜牌           |
| 50米自由泳S3级        | 帕特丽夏·巴列 · 墨西哥（MEX）                           | 57.05          | 叶品秀 · 新加坡（SIN）                   | 57.43          | 弗兰·威廉森 · 英国（GBR）                                 | 1:04.22        |
| 50米自由泳S4级        | 内莉·米兰达 · 墨西哥（MEX）                             | 46.27 WR       | 谢丽尔·安杰莱利 · 美国（USA）            | 52.81          | 埃德尼娅·加西亚 · 巴西（BRA）                             | 53.28          |
| 50米自由泳S5级        | 玛丽亚·特雷莎·佩拉莱斯 · 西班牙（ESP）                  | 35.88 WR       | 贝拉·特热比诺娃 · 捷克（CZE）            | 37.12          | 奥廖娜·阿科皮扬 · 乌克兰（UKR）                           | 37.53          |
| 50米自由泳S6级        | 米丽娅姆·德科宁·彼得 · 荷兰（NED）                      | 35.60 WR       | 多拉米齐·冈萨雷斯 · 墨西哥（MEX）        | 36.52          | 纳塔莉·琼斯 · 英国（GBR）                                 | 37.21          |
| 50米自由泳S7级        | 科特妮·乔丹 · 美国（USA）                               | 33.84 PR       | 埃琳·波波维奇 · 美国（USA）              | 33.92          | 基尔丝滕·布鲁恩 · 德国（GER）                             | 34.50          |
| 50米自由泳S8级        | 塞西莉·诺兰 · 挪威（NOR）                               | 32.09          | 阿曼达·埃弗洛夫 · 美国（USA）            | 32.20          | 杰奎琳·弗雷尼 · （AUS）                                   | 32.37          |
| 50米自由泳S9级        | 纳塔莉·杜托伊特 · 南非（RSA）                           | 29.20 PR       | 伊琳娜·格拉日达诺娃 · 俄罗斯（RUS）      | 29.33          | 路易丝·沃特金 · 英国（GBR）                               | 29.80          |
| 50米自由泳S10级       | 安妮·波利纳里奥 · 加拿大（CAN）                         | 28.51          | 卡塔日娜·帕夫利克 · 波兰（POL）          | 28.92          | 卡特里娜·刘易斯 · （AUS）                                 | 29.13          |
| 50米自由泳S11级       | 玛丽亚·波亚尼·帕尼加蒂 · 意大利（ITA）                  | 31.39          | 切奇利娅·卡梅利尼 · 意大利（ITA）        | 31.95          | 法比亚娜·苏吉莫里彦 · 巴西（BRA）                         | 32.45          |
| 50米自由泳S12级       | 奥克萨娜·萨夫琴科 · 俄罗斯（RUS）                       | 27.07 WR       | 安娜·叶菲缅科 · 俄罗斯（RUS）            | 27.82          | 德沃拉·丰特 · 西班牙（ESP）                               | 28.23          |
| 50米自由泳S13级       | 凯莉·贝赫勒 · 美国（USA）                               | 27.85          | 瓦莱丽·格兰德·梅森 · 加拿大（CAN）       | 27.88          | 伊琳娜·巴拉绍娃 · 乌克兰（UKR）                           | 28.04          |
| 100米自由泳S4级       | 内莉·米兰达 · 墨西哥（MEX）                             | 1:44.11        | 谢丽尔·安杰莱利 · 美国（USA）            | 1:50.25        | 艾梅·布鲁德 · 美国（USA）                                 | 1:55.33        |
| 100米自由泳S5级       | 玛丽亚·特雷莎·佩拉莱斯 · 西班牙（ESP）                  | 1:16.65 WR     | 因芭尔·佩扎罗 · 以色列（ISR）            | 1:21.57        | 贝拉·特热比诺娃 · 捷克（CZE）                             | 1:22.20        |
| 100米自由泳S6级       | 埃莉·西蒙兹 · 英国（GBR）                               | 1:18.75        | 米丽娅姆·德科宁·彼得 · 荷兰（NED）       | 1:19.29        | 多拉米齐·冈萨雷斯 · 墨西哥（MEX）                         | 1:19.36        |
| 100米自由泳S7级       | 埃琳·波波维奇 · 美国（USA）                             | 1:11.82 PR     | 科特妮·乔丹 · 美国（USA）                | 1:12.09        | 基尔丝滕·布鲁恩 · 德国（GER）                             | 1:12.93        |
| 100米自由泳S8级       | 潔西卡·隆恩 · 美国（USA）                               | 1:06.91        | 希瑟·弗雷德里克森 · 英国（GBR）          | 1:08.48        | 杰奎琳·弗雷尼 · （AUS）                                   | 1:08.56        |
| 100米自由泳S9级       | 纳塔莉·杜托伊特 · 南非（RSA）                           | 1:01.44 PR     | 路易丝·沃特金 · 英国（GBR）              | 1:03.85        | 斯蒂芬妮·狄克逊 · 加拿大（CAN）                           | 1:03.89        |
| 100米自由泳S10级      | 阿什莉·欧文斯 · 美国（USA）                             | 1:01.57 WR     | 卡塔日娜·帕夫利克 · 波兰（POL）          | 1:01.59        | 安娜·埃姆斯 · 美国（USA）                                 | 1:01.91        |
| 100米自由泳S11级      | 谢青 · 中国（CHN）                                      | 1:08.96 WR     | 切奇利娅·卡梅利尼 · 意大利（ITA）        | 1:09.65        | 达妮埃拉·许尔特 · 德国（GER）                             | 1:11.08        |
| 100米自由泳S12级      | 奥克萨娜·萨夫琴科 · 俄罗斯（RUS）                       | 59.47 WR       | 安娜·叶菲缅科 · 俄罗斯（RUS）            | 1:01.24        | 约安娜·门达克 · 波兰（POL）                               | 1:01.57        |
| 100米自由泳S13级      | 瓦莱丽·格兰德·梅森 · 加拿大（CAN）                      | 58.87 WR       | 切尔茜·戈特尔 · 加拿大（CAN）            | 1:00.26        | 凯莉·贝赫勒 · 美国（USA）                                 | 1:00.46        |
| 200米自由泳S5级       | 玛丽亚·特雷莎·佩拉莱斯 · 西班牙（ESP）                  | 2:47.47        | 因芭尔·佩扎罗 · 以色列（ISR）            | 2:49.51        | 奥廖娜·阿科皮扬 · 乌克兰（UKR）                           | 2:52.51        |
| 400米自由泳S6级       | 埃莉·西蒙兹 · 英国（GBR）                               | 5:41.34 WR     | 米丽娅姆·德科宁·彼得 · 荷兰（NED）       | 5:43.76        | 玛丽亚·格策 · 德国（GER）                                 | 5:49.70        |
| 400米自由泳S7级       | 埃林·波波维奇 · 美国（USA）                             | 5:17.41 PR     | 科特妮·喬丹 · 美国（USA）                | 5:21.01        | 基爾斯藤·布魯恩 · 德国（GER）                             | 5:28.22        |
| 400米自由泳S8级       | 潔西卡·隆恩 · 美国（USA）                               | 4:50.17        | 希瑟·弗雷德里克森 · 英国（GBR）          | 4:54.49        | 杰奎琳·弗雷尼 · （AUS）                                   | 4:57.21        |
| 400米自由泳S9级       | 纳塔莉·杜托伊特 · 南非（RSA）                           | 4:23.81 WR     | 斯蒂芬妮·狄克逊 · 加拿大（CAN）          | 4:39.73        | 埃莉·科尔 · （AUS）                                       | 4:44.60        |
| 400米自由泳S10级      | 卡塔日娜·帕夫利克 · 波兰（POL）                         | 4:33.15 WR     | 阿什莉·欧文斯 · 美国（USA）              | 4:38.11        | 苏珊·贝丝·斯科特 · 美国（USA）                            | 4:39.44        |
| 400米自由泳S13级      | 瓦莱丽·格兰德·梅森 · 加拿大（CAN）                      | 4:28.64 S13 WR | 安娜·叶菲缅科 · 俄罗斯（RUS）            | 4:37.37 S12 WR | 切尔茜·戈特尔 · 加拿大（CAN） · 凯莉·贝赫勒 · 美国（USA） | 4:37.50        |
| 50米仰泳S2级          | 加娜·叶利萨韦茨卡 · 乌克兰（UKR）                       | 1:13.64 S1 WR  | 伊琳娜·索茨卡 · 乌克兰（UKR）            | 1:15.53        | 莎拉·卡拉塞拉斯 · 西班牙（ESP）                           | 1:16.33 S2 WR  |
| 50米仰泳S3级          | 叶品秀 · 新加坡（SIN）                                  | 58.75          | 弗兰·威廉森 · 英国（GBR）                | 1:06.07        | 夏江波 · 中国（CHN）                                      | 1:07.97        |
| 50米仰泳S5级          | 贝拉·特热比诺娃 · 捷克（CZE）                           | 41.03 PR       | 玛丽亚·特雷莎·佩拉莱斯 · 西班牙（ESP）   | 44.58          | 卡林娜·劳里森 · 丹麦（DEN）                               | 45.72          |
| 100米仰泳S6级         | 米丽娅姆·德科宁·彼得 · 荷兰（NED）                      | 1:28.34 PR     | 尼丽·刘易斯 · 英国（GBR）                | 1:29.35        | 江福英 · 中国（CHN）                                      | 1:30.53        |
| 100米仰泳S7级         | 卡特里娜·波特 · （AUS）                                 | 1:24.30 WR     | 基尔丝滕·布鲁恩 · 德国（GER）            | 1:25.97        | 汉塔尔·博纳克 · 荷兰（NED）                               | 1:26.30        |
| 100米仰泳S8级         | 希瑟·弗雷德里克森 · 英国（GBR）                         | 1:16.74 WR     | 潔西卡·隆恩 · 美国（USA）                | 1:19.56        | 玛丽安·韦斯特博斯塔 · 挪威（NOR）                         | 1:20.86        |
| 100米仰泳S9级         | 斯蒂芬妮·狄克逊 · 加拿大（CAN）                         | 1:09.30 WR     | 伊丽莎白·斯通 · 美国（USA）              | 1:11.16        | 埃莉·科尔 · （AUS）                                       | 1:11.87        |
| 100米仰泳S10级        | 索菲·帕斯科 · 新西兰（NZL） · 希琳·萨皮罗 · 南非（RSA） | 1:10.57 WR     | －                                       | －             | 埃丝特·莫拉莱斯 · 西班牙（ESP）                           | 1:13.77        |
| 100米仰泳S13级        | 切尔茜·戈特尔 · 加拿大（CAN）                           | 1:09.09 WR     | 瓦莱丽·格兰德·梅森 · 加拿大（CAN）       | 1:10.42        | 安娜·叶菲缅科 · 俄罗斯（RUS）                             | 1:10.99        |
| 100米蛙泳SB4级        | 索菲·帕斯科 · 捷克（CZE）                               | 1:55.55        | 埃洛迪·洛朗迪 · 以色列（ISR）            | 1:57.75        | 卡塔日娜·帕夫利克 · 西班牙（ESP）                         | 2:01.25        |
| 100米蛙泳SB5级        | 基尔丝滕·布鲁恩 · 德国（GER）                           | 1:36.92        | 拉谢勒·拉尔迪埃 · 法国（FRA）            | 1:52.34        | 劳茨科·吉陶 · 匈牙利（HUN）                               | 1:54.49        |
| 100米蛙泳SB6级        | 伊丽莎白·约翰逊 · 英国（GBR）                           | 1:41.87        | 萨拉·鲍恩 · （AUS）                      | 1:42.39        | 德博拉·格伦 · 美国（USA）                                 | 1:44.00        |
| 100米蛙泳SB7级        | 埃琳·波波维奇 · 美国（USA）                             | 1:31.60 WR     | 黄敏 · 中国（CHN）                       | 1:35.51        | 潔西卡·隆恩 · 美国（USA）                                 | 1:38.60        |
| 100米蛙泳SB8级        | 奥列西娅·弗拉德金娜 · 俄罗斯（RUS）                     | 1:11.96 WR     | 保利娜·沃伊尼亚克 · 波兰（POL）          | 1:12.16        | 克莱尔·卡什莫尔 · 英国（GBR）                             | 1:15.32        |
| 100米蛙泳SB9级        | 索菲·帕斯科 · 新西兰（NZL）                             | 1:22.58        | 莎赖·加斯孔 · 西班牙（ESP）              | 1:24.51        | 路易丝·沃特金 · 英国（GBR）                               | 1:26.10        |
| 100米蛙泳SB12级       | 卡罗利娜·佩伦德里图 · 塞浦路斯（CYP）                   | 1:17.58        | 桑德拉·戈麦斯 · 西班牙（ESP）            | 1:18.06        | 亚琳娜·马特洛 · 乌克兰（UKR）                             | 1:19.53        |
| 50米蝶泳S6级          | 江福英 · 中国（CHN）                                    | 38.44 WR       | 阿纳斯塔西娅·季奥多罗娃 · 俄罗斯（RUS）  | 39.93          | 奥廖娜·阿科皮扬 · 乌克兰（UKR）                           | 40.72          |
| 50米蝶泳S7级          | 黄敏 · 中国（CHN）                                      | 34.47 WR       | 埃琳·波波维奇 · 美国（USA）              | 37.87          | 韦罗妮卡·阿尔梅达 · 巴西（BRA）                           | 38.49          |
| 100米蝶泳S8级         | 潔西卡·隆恩 · 美国（USA）                               | 1:11.96 WR     | 阿曼达·埃弗洛夫 · 美国（USA）            | 1:12.16        | 晋晓琴 · 中国（CHN）                                      | 1:15.32        |
| 100米蝶泳S9级         | 纳塔莉·杜托伊特 · 南非（RSA）                           | 1:06.74 WR     | 埃莉·科尔 · （AUS）                      | 1:10.92        | 安娜贝勒·威廉斯 · （AUS）                                 | 1:10.98        |
| 100米蝶泳S10级        | 安娜·埃姆斯 · 美国（USA）                               | 1:09.44        | 索菲·帕斯科 · 新西兰（NZL）              | 1:10.53        | 王帅 · 中国（CHN）                                        | 1:11.27        |
| 100米蝶泳S12级        | 约安娜·门达克 · 波兰（POL）                             | 1:03.34 PR     | 安娜·加西娅·阿西科利亚尔 · 西班牙（ESP） | 1:08.86        | 尤利娅·沃尔科娃 · 乌克兰（UKR）                           | 1:10.89        |
| 100米蝶泳S13级        | 瓦莱丽·格兰德·梅森 · 加拿大（CAN）                      | 1:06.49        | 柯比·科特 · 加拿大（CAN）                | 1:06.62        | 切尔茜·戈特尔 · 加拿大（CAN）                             | 1:07.48        |
| 150米個人混合泳SM4级  | 卡林娜·劳里森 · 丹麦（DEN）                             | 2:47.84 SM4 WR | 马蕾克·琼克斯 · （AUS）                  | 3:28.88        | 帕特丽夏·巴列 · 墨西哥（MEX）                             | 3:29.36 SM3 WR |
| 200米個人混合泳SM6级  | 米兰达·尤尔 · 美国（USA）                               | 3:13.05 WR     | 玛丽亚·格策 · 德国（GER）                | 3:14.59        | 纳塔莉·琼斯 · 英国（GBR）                                 | 3:15.20        |
| 200米個人混合泳SM7级  | 埃琳·波波维奇 · 美国（USA）                             | 2:54.61 WR     | 黄敏 · 中国（CHN）                       | 3:00.65        | 科特妮·乔丹 · 美国（USA）                                 | 3:07.96        |
| 200米個人混合泳SM8级  | 潔西卡·隆恩 · 美国（USA）                               | 2:41.85 WR     | 阿曼达·埃德洛夫 · 美国（USA）            | 2:50.51        | 希瑟·弗雷德里克森 · 英国（GBR）                           | 2:53.15        |
| 200米個人混合泳SM9级  | 纳塔莉·杜托伊特 · 南非（RSA）                           | 2:27.83 WR     | 斯蒂芬妮·迪克遜 · 加拿大（CAN）          | 2:37.54        | 路易斯·沃特金 · 英国（GBR）                               | 2:40.31        |
| 200米個人混合泳SM10级 | 索菲·帕斯科 · 新西兰（NZL）                             | 2:35.21        | 埃洛迪·洛朗迪 · 法国（FRA）              | 2:39.28        | 卡塔日娜·帕夫利克 · 波兰（POL）                           | 2:40.41        |
| 200米個人混合泳SM12级 | 奥克萨娜·萨夫琴科 · 俄罗斯（RUS）                       | 2:30.55        | 约安娜·门达克 · 波兰（POL）              | 2:32.65        | 卡罗利娜·佩伦德里图 · 塞浦路斯（CYP）                     | 2:35.30        |
| 200米個人混合泳SM13级 | 切尔茜·戈特尔 · 加拿大（CAN）                           | 2:28.15 WR     | 柯比·科特 · 加拿大（CAN）                | 2:28.65        | 瓦莱丽·格兰德·梅森 · 加拿大（CAN）                        | 2:29.29        |

## 外部連結
- 本屆残奧会各項項目比賽時間表
- (pdf). IPC.[]

- 国际残奥会官方网站（页面存档备份，存于）